# Propaganda
Propaganda (od łac. prōpāgāre – rozszerzać, rozciągać, krzewić) – celowe działanie zmierzające do ukształtowania określonych poglądów i zachowań zbiorowości ludzkiej lub jednostki.
Propaganda często jest kojarzona z materiałami przygotowywanymi przez władze danego kraju w celu krzewienia pozytywnych postaw obywateli zgodnych z racją stanu jak np. zachęcanie do wstępowania do wojska celem obrony kraju w czasie wojny. Grupy aktywistów, przedsiębiorstwa czy media również mogą produkować propagandę.
W XX wieku termin propaganda często wiązał się z podejściem manipulacyjnym z uwagi na używanie jej przez totalitarne reżimy, ale historycznie propaganda jest neutralnym terminem opisowym.
Propaganda totalitarnych reżimów polega na manipulacji intelektualnej i emocjonalnej z użyciem jednostronnych, niewłaściwych etycznie lub nawet całkowicie fałszywych argumentów i wiąże się ściśle z użyciem dezinformacji, zmierza do upowszechnienia trwałych postaw społecznych poprzez narzucenie i zmuszenie odbiorców do przyjęcia określonych treści i stanowi jeden z elementów indoktrynacji.
W języku potocznym utrwaliło się wartościujące znaczenie terminu propaganda jako synonimu stosowania kłamstw, półprawd, manipulacji – jako przeciwieństwo informacji, refleksji i dyskusji. Często nazywa się tak zabiegi marketingu politycznego. Jednak, aż do XVIII wieku, był on bardziej rozumiany jako rozpowszechnianie pewnych treści, co bezpośrednio odnosi się do łacińskiego słowa prōpāgāre – rozszerzać, krzewić.
Propaganda obejmuje szeroki zakres form przekazywania treści. Mogą nią być: sztuka wizualna, polegająca na używaniu zrozumiałych i powszechnie znanych symboli, przedmiotów, fotografia, muzyka, radio (a obecnie również telewizja i Internet), język ciała, taniec, literatura (praktycznie w każdej znanej formie, także ulotki), teatr oraz kino.

## Rodzaje propagandy (biała, szara i czarna)
Propagandę można kwalifikować jako białą, szarą lub czarną:
- biała propaganda otwarcie ujawnia swoje źródło i zamiary[8];
- szara propaganda ma niejednoznaczne lub nieujawnione źródło i intencje[8];
- czarna propaganda jest publikowana przez wroga lub ma sprawiać wrażenie, że została stworzona przez tych, których ma zdyskredytować[8].

## Przesłanki skuteczności propagandy
Przesłanki/warunki maksymalnej skuteczności propagandy (według Noama Chomskiego):
- wspieranie przez władze publiczne;
- wspieranie przez wykształcone klasy;
- brak możliwości donośnego sprzeciwu wobec jej treści (cenzura, kooperacja wydawców, zmowa milczenia mediów).

Ogólną zasadą propagandy jest apelowanie do emocji, a nie do rozumu.

## Historia
Słowo propaganda zostało wprowadzone do języka polityczno-prawnego w 1622 roku przez papieża Grzegorza XV wraz z powołaniem przez niego Kongregacji Propagandy Wiary (Congregatio de Propaganda Fide). Od tego czasu słowo to zaczęło nabierać negatywnego wyrazu w szczególności w ówczesnych krajach protestanckich. Szczególny rozwój propagandy zaczął się od XIX wieku wraz z rozwojem demokracji parlamentarnej, a co za tym idzie rywalizacji wyborczej. Równocześnie powstała opinia publiczna. Propaganda wyborcza stała się narzędziem debaty politycznej i walki wyborczej o władzę w krajach demokratycznych.
Propaganda odgrywała dużą rolę w ustrojach totalitarnych, szczególnie komunistycznym i narodowo-socjalistycznym, gdzie pojawiła się w formie propagandy totalnej jako jedno z narzędzi dezinformacji, wykluczając jakąkolwiek samodzielność w tworzeniu opinii widza czy słuchacza.
W epoce nowoczesnej pierwszy użył masowo propagandy Biały Dom prezydenta Woodrowa Wilsona w latach 1916/17 w celu pozyskania Amerykanów, dotąd nastawionych antywojennie, do idei udziału USA w I wojnie światowej. Jeszcze podczas kampanii prezydenckiej 1916 Wilson, schlebiając nastrojom społecznym, deklarował pacyfizm. Zaraz po zwycięstwie wyborczym polecił jednak zalanie mediów potokiem „newsów” – preparowanych przeważnie przez wywiad brytyjski – o barbarzyństwach Hunów (przysłowiowe „odrywanie rączek niemowlętom” itp.). Po półrocznym propagandowym ostrzale udało się tzw. Komisji Creela (Committee on Public Information) doprowadzić niemal do histerii wojennej w Ameryce. Członek komisji Walter Lippmann nazwał to „rewolucją w sztuce demokracji” polegającą na „fabrykowaniu przyzwolenia” i uzasadniał nieodpowiedzialnością społeczeństwa: „dobro ogólne całkowicie umyka opinii publicznej” (cyt. za: Noam Chomsky „Kontrola nad mediami”, tłumaczenie Ewy Mykiny). Chomsky zauważa, że podobnie do Wilsona postępował Włodzimierz Lenin, według którego rewolucyjna elita (partia) powinna wykorzystać bunty ludowe, a następnie popędzić naiwne masy ku świetlanej przyszłości.
Zmarły w 1995 Edward Bernays, uznawany w USA za ojca Public Relations (włączony przez magazyn „Life” do 100 najwybitniejszych Amerykanów XX stulecia), rozwijał również to elitarystyczne podejście do propagandy: „Świadoma i naukowa manipulacja nawykami i poglądami szerokich mas jest ważnym elementem społeczeństwa demokratycznego. /.../ Ludzie, o których nigdy nie słyszeliśmy, kierują nami, narzucają schematy myślowe, kształtują gusty i podrzucają idee. I jest to w pełni logiczna droga rozwoju społeczeństwa demokracji (E. Bernays, Propaganda, rozdz. 1. „Organizując chaos”).
„Propaganda może łatwiej manipulować publicznością, która nie czyta, nie jest zaangażowana” – stwierdza powieściopisarz amerykański T.C. Boyle, komentując badania dotyczące czytelnictwa w Stanach Zjednoczonych.

## Propaganda reżimów totalitarnych

### Propaganda komunistyczna (Rosja Radziecka, później ZSRR)
Wraz z dynamicznymi zmianami społecznymi oraz rozwojem nauki i techniki rozwijały się teoria i praktyka propagandy i dezinformacji. Powstały sieci środków masowej komunikacji, takie jak radio czy telewizja, które pozwalały wpływać na życie całych społeczeństw, narodów i państw. „Złotym wiekiem” dla rozwoju tego rodzaju działalności był wiek XX. Jednym z kluczowych beneficjentów rozwoju propagandy jako narzędzia systemu totalitarnego, a jednocześnie motorem tego rozwoju, była od samego początku Rosja Radziecka, a potem ZSRR. Władze tego państwa przywiązywały ogromną wagę do tego typu oddziaływań jak propaganda i dezinformacja. 

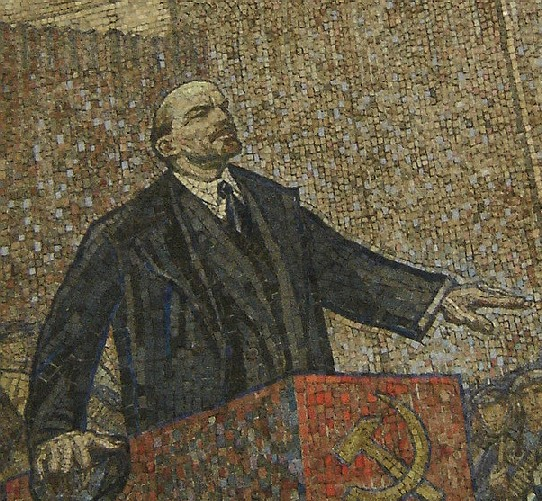
Mozaika w moskiewskim metrze – Lenin

Lenin był obok Stalina największym propagatorem komunizmu. Zaczął od wydawania „organu prasowego”, później tekstów propagandowych skierowanych do robotników. Propaganda Lenina przytłumiona I wojną światową wybuchła w 1917 roku. Lenin do działalności zaczął wykorzystywać radio, opracował symbolikę sierpa i młota oraz czerwoną gwiazdę. Równocześnie trwała propaganda za granicą z udziałem Lwa Trockiego. W Baku w 1918 utworzono Radę Propagandy, która miała wydawać dzienniki w językach azjatyckich.
Stalin korzystał z podobnych rodzajów i technik propagandy co współcześni mu Hitler i Mussolini. Apelował on do uczuć nacjonalistycznych swoich rodaków, narodowej dumy, odcinał się od potencjalnej pomocy z zagranicy. Po wydaleniu z kraju Trockiego nie miał on równego sobie przeciwnika, co pozwoliło prowadzić odpowiednią kampanię. Zaczęto propagować etos pracy przez wprowadzanie gospodarki planowej oraz ideologię stachanowców. Wykorzystywano przy tym szczególnie kino – które stawało się coraz bardziej dostępne dla mas, literaturę szczególnie przydatną przy indoktrynacji młodzieży, a także architekturę – metro moskiewskie, popularyzacja posągów wodza, posągów zwycięstwa, oraz szeregu innych działań propagandowych dotyczących wprowadzania kultu jednostki. Od 1947 roku za propagandę miał być odpowiedzialny Kominform, który jednak nie spełnił swojego zadania.
„Wielcy dyktatorzy uznają gigantyczną propagandową rolę kina. Zwłaszcza w pełnym analfabetów Związku Radzieckim z treścią propagandową docierał tylko film i plakat”.
Charakterystyczną cechą okresu stalinizmu było wykorzystywanie propagandy do walki politycznej i ataków na rzeczywistych lub domniemanych przeciwników komunizmu, co miało miejsce np. w przypadku sprawy lekarzy kremlowskich – 13 stycznia 1953 państwowa gazeta „Prawda” podała informacje o rzekomym „spisku lekarzy”, którego celem miało być pozbawienie głównych przywódców ZSRR życia w wyniku niewłaściwego leczenia (jak ujawniono później była to prowokacja Ministerstwa Bezpieczeństwa Państwowego ZSRR, wykonana z polecenia Stalina).

### Propaganda narodowego socjalizmu i faszyzmu (III Rzesza i Włochy)
Propaganda i dezinformacja zostały podniesione do rangi kluczowych narzędzi polityki wewnętrznej i międzynarodowej III Rzeszy. Joseph Goebbels, niemiecki minister propagandy i oświecenia publicznego, był twórcą aparatu dezinformacyjno–propagandowego, dezinformacja i propaganda miały być instrumentami przeciwdziałającymi frustracji i wskazującymi wroga obywatelom III Rzeszy, którego należało nienawidzić i zwalczać wszelkimi sposobami. Adolf Hitler od początku swojej działalności specjalizował się w tematyce antysemickiej, rozprowadzał ulotki, wydawał gazetę. Już w Mein Kampf doceniał rolę propagandy jako środka do osiągnięcia celu, którym była władza. W 1925 roku, kiedy dyktował Mein Kampf, wymyślił termin „Wielkie Kłamstwo” (niem. „Grosse Lüge”), który był określeniem techniki propagandowej. Chodziło o użycie „kłamstwa tak kolosalnego, że nikt nie będzie w stanie uwierzyć, że ktoś mógłby mieć bezczelność tak wypaczyć prawdę, kłamać”. Hitler miał cały sztab ludzi (w tym plastyków i dekoratorów) zarówno do tworzenia ideologii, jak i wprowadzania jej w życie. Do rozpowszechnienia ideologii zaczęto używać wyprodukowane specjalnie w tym celu radia, odbierające tylko jedną częstotliwość. Korzystano także z kina, gdzie prezentowano filmy sportowe mające promować tzw. „aryjski typ człowieka”, oraz z plakatów, na których umieszczano karykatury (szczególnie antysemickie) i chwytliwe slogany. Hitler posługiwał się także masowymi widowiskami, paradami, wiecami i zawodami sportowymi. Jednakże Hitler dostał się do władzy na skutek decyzji Hindenburga, czyli decyzji politycznej, a nie za pomocą wyłącznie propagandy. Za to w dalszej karierze politycznej odgrywała już ona znaczącą rolę.
Benito Mussolini, premier i duce Włoch znany był ze swoich płomiennych, porywających przemówień, do oddziaływania propagandowego wykorzystywał także kino.

Pierwszym ministrem propagandy, działającym w latach 1928–1945 w III Rzeszy, był Joseph Goebbels (1897-1945).

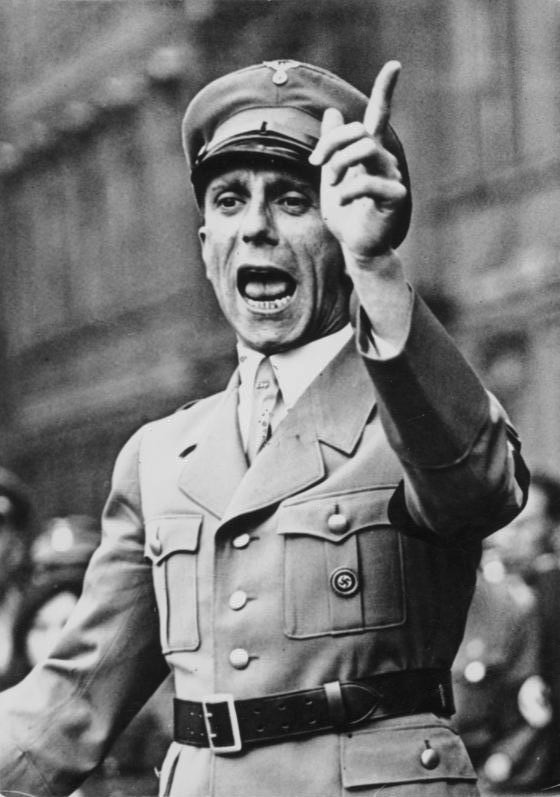
Joseph Goebbels (1934)

Sformułował on zasady propagandy goebbelsowskiej, które były wielokrotnie modyfikowane i wykorzystywane w przyszłości przez różne reżimy totalitarne. Uprawiana przez Goebbelsa propaganda była kierowana raczej do odbiorców wykształconych lub chcących za takowych uchodzić. Znienawidzonych Żydów porównywano do bakterii chorobotwórczych, używając w celu poniżenia przeciwnika takich określeń jak „sterylność”, „zakażenie”, „higiena”, „zarazek” itd. Innym przykładem była propaganda fabrykowana przez Juliusa Streichera, redaktora naczelnego niemieckiego tygodnika Der Stürmer, która odwoływała się do najbardziej niskich instynktów. Streicher szydził z ludzkiej ułomności, chorób, niedoskonałości, używał wulgarnego słownictwa, a nawet pornografii. To przykład dwutorowej propagandy nakierowanej jednak na ten sam cel. Streicher został uznany winnym zbrodni przeciwko ludzkości przez Międzynarodowy Trybunał Wojskowy w Norymberdze i skazany na karę śmierci przez powieszenie. Wyrok wykonano 16 października 1946 roku.

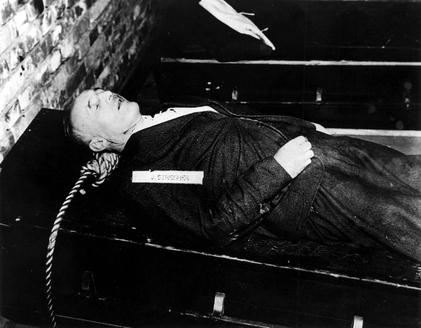
Norymberga, ciało Juliusa Streichera po wykonaniu wyroku (16 października 1946)

Streicher jest przykładem człowieka skazanego za zbrodnie przeciwko ludzkości, który sam osobiście nikogo nie zamordował, jednak jego działalność propagandowa wydatnie przyczyniła się do tych zbrodni.
W czasie II wojny światowej pojawiła się propaganda antynazistowska.
W 1943 roku polski rząd londyński zamówił film Calling mr. Smith opowiadający anglosaskiej opinii publicznej o zbrodniach nazistowskich Niemiec w okupowanej Polsce. Był to jeden z pierwszych filmów w historii opowiadających o kłamstwach nazistowskiej propagandy.

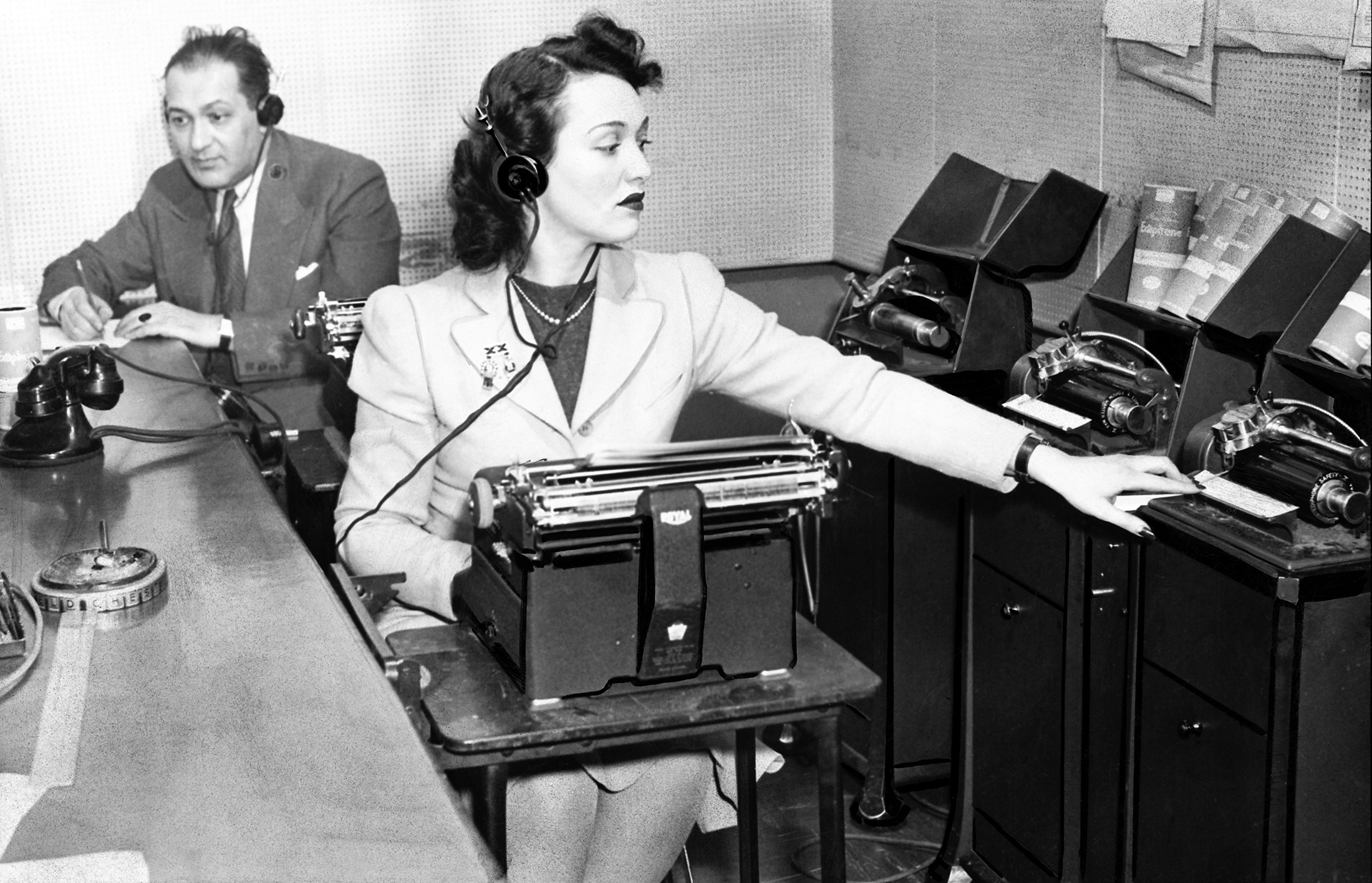
Pracownicy amerykańskiej stacji CBS nasłuchujący audycji propagandowej europejskich państw Osi (III Rzesza i Włochy) w czasie II wojny światowej i dokonujący jej transkrypcji oraz tłumaczenia celem analizy (28 maja 1941)

## Propaganda komunistyczna w PRL
Pod koniec XX wieku wraz z upowszechnieniem się środków masowego przekazu, radia, telewizji propaganda przybrała formę reklamy, łącząc się z kulturą masową. Określenie „propaganda”, nabrało negatywnego wydźwięku między innymi na skutek takich zjawisk, jak propaganda goebbelsowska, propaganda sukcesu, pranie mózgu czy nowomowa.

## Przeciwstawianie się propagandzie
Odbiorcy propagandy – społeczeństwo, nie muszą bezkrytycznie wierzyć w narzucane im treści i mogą się im przeciwstawiać w sposób bezpośredni lub pośredni poprzez żarty, satyrę lub odcięcie się od źródeł propagandy (np. wyłączenie nadajników).

## Przykłady propagandy

### Propaganda reżimów totalitarnych

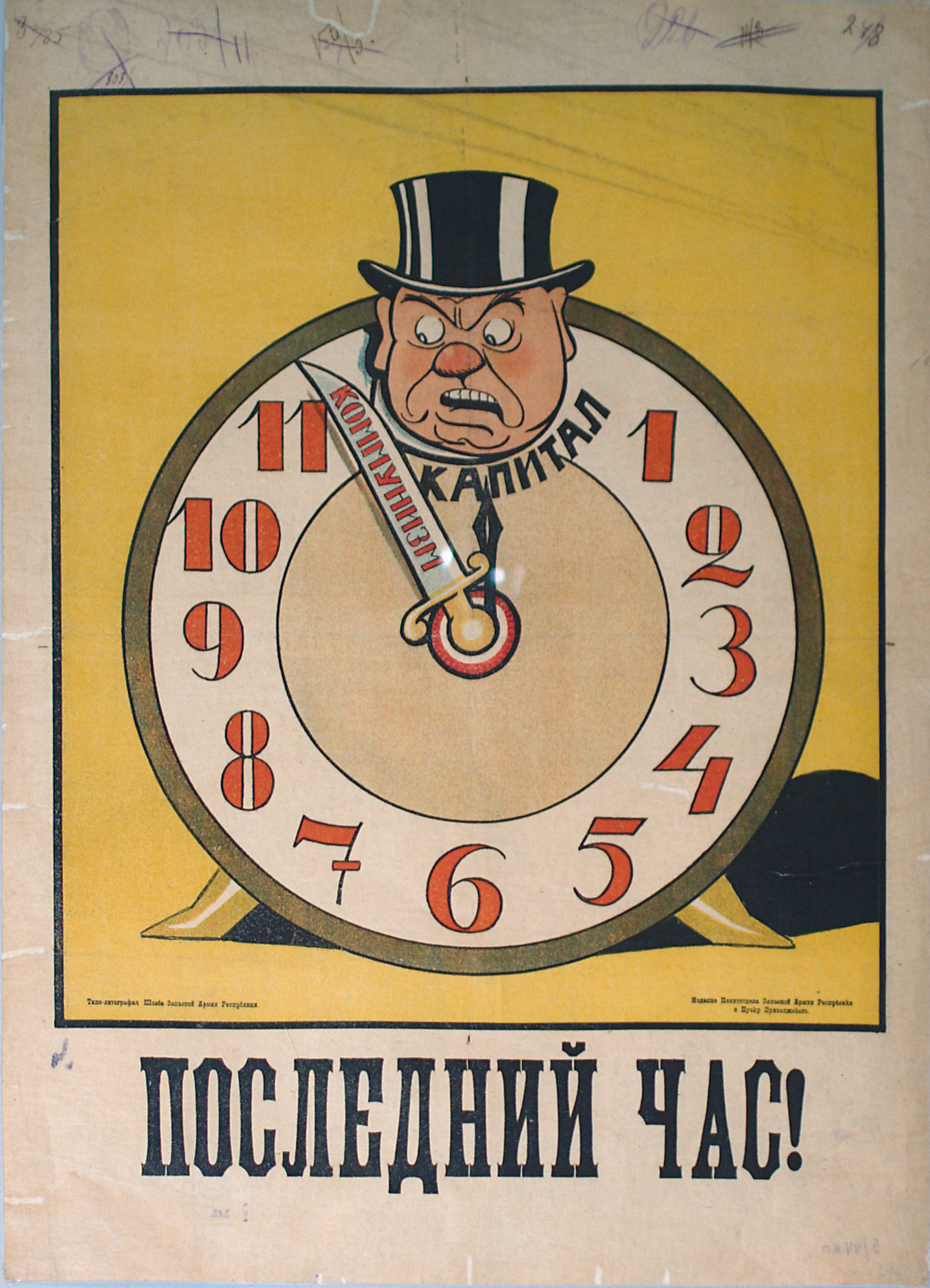
Plakat propagandowy ZSRR, wskazówka zegara w formie ostrza oznaczona jako „komunizm”, mająca odciąć głowę postaci opisanej jako „kapitał”, napis na dole: „Ostatnia godzina!” (1920)
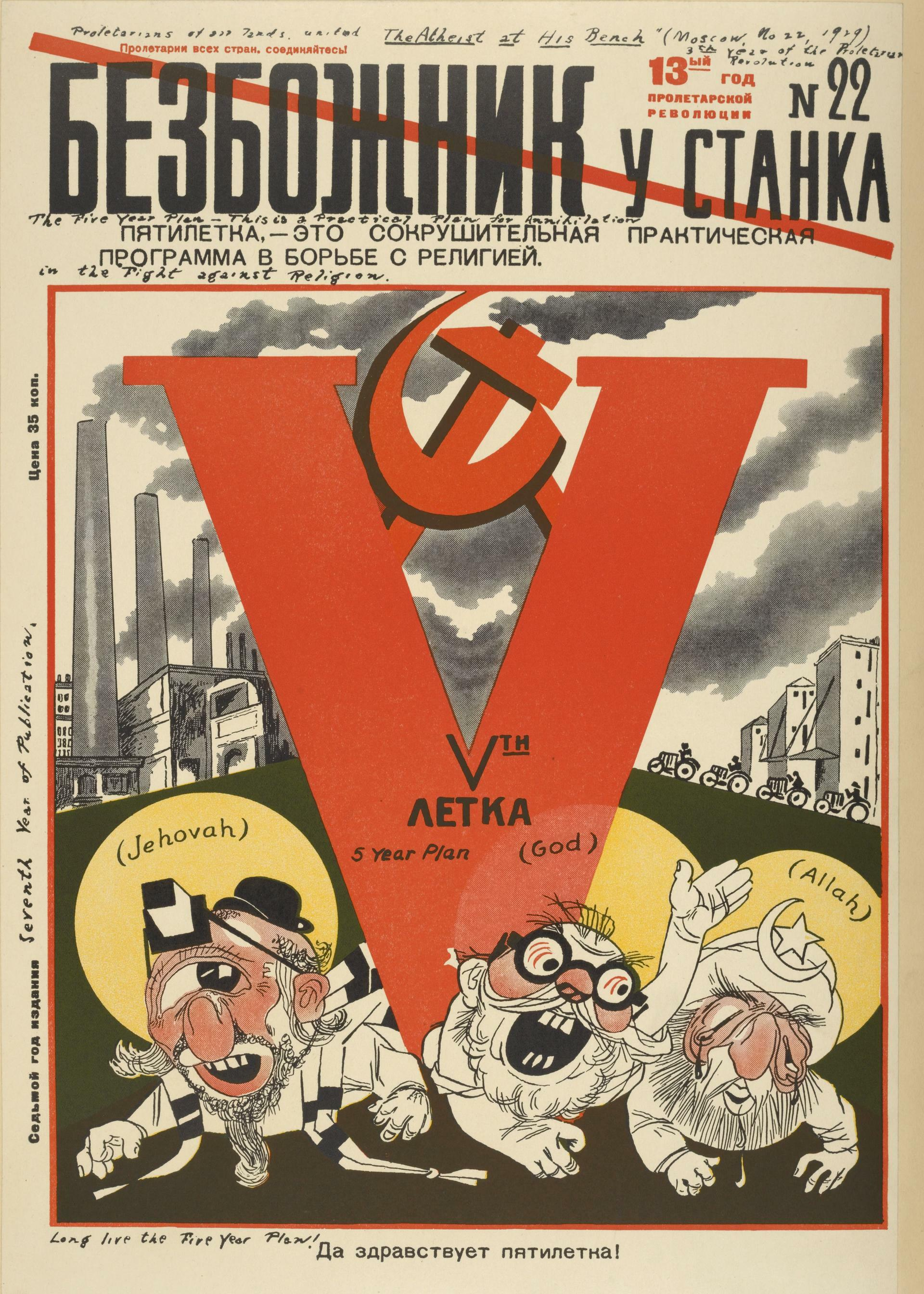
Okładka czasopisma ZSRR „Bezbożnik”, od lewej: Jahwe, Bóg chrześcijański i Allah miażdżeni przez plan pięcioletni (1929)
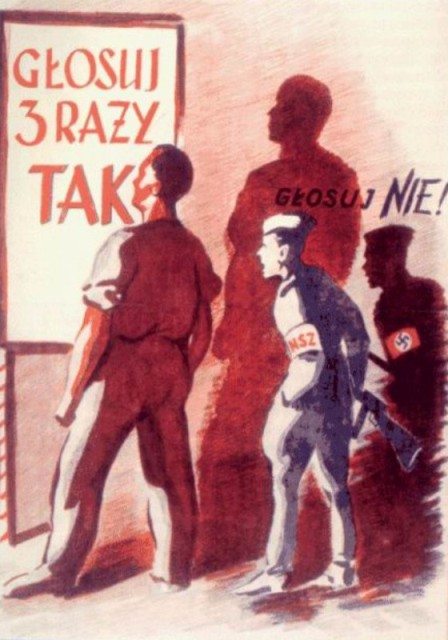
Plakat z okresu referendum z 1946 przedstawiający żołnierza Narodowych Sił Zbrojnych jako „kolaboranta nazistowskiego” (czerwiec 1946)
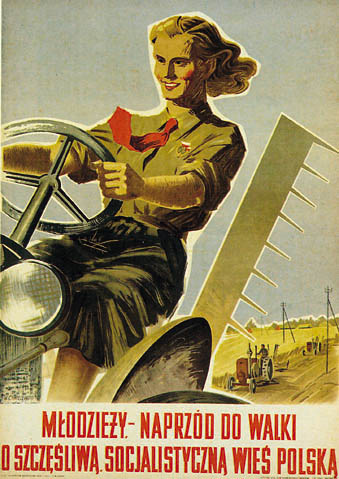
Socrealistyczny plakat propagandowy z PRL z 1949
Portret Mao Zedonga na Bramie Niebiańskiego Spokoju w Pekinie

### Propaganda w państwach demokratycznych

Amerykański plakat propagandowy, przedstawiający personifikację Stanów Zjednoczonych – Wuja Sama, który zachęca do wstąpienia do amerykańskiej armii podczas I wojny światowej. Napis: „Chcę Ciebie dla Armii Stanów Zjednoczonych” (1917)
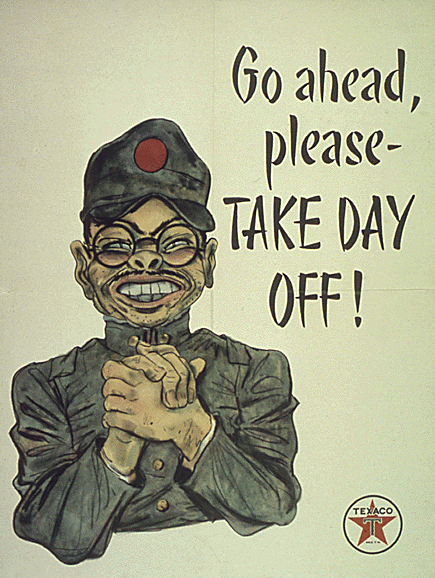
Amerykańska propaganda antyjapońska z czasów II wojny światowej: Cesarz japoński zachęca amerykańskich robotników, by brali wolne od pracy.
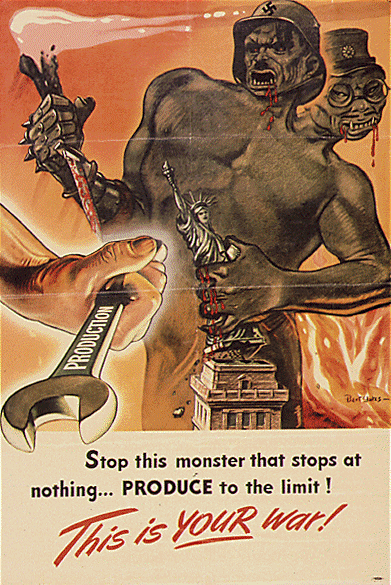
Amerykański plakat z czasów II wojny światowej: powstrzymaj potwora, który nie cofa się przed niczym. Pracuj do oporu – to twoja wojna
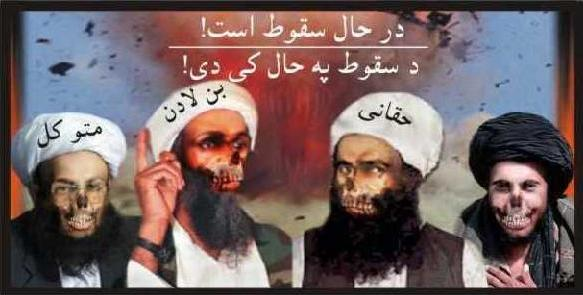
Współczesna grafika propagandowa skierowana przeciwko Talibom